# 塞巴扎
塞巴扎（法語：Cébazat，法語發音：[sebaza]）是法国多姆山省的一个市镇，位于该省中北部，省会克莱蒙费朗市区以北，属于克莱蒙费朗区。

## 地理
塞巴扎（45°49'53"N, 3°6'0"E）面积10.02 平方千米，位于法国奥弗涅-罗讷-阿尔卑斯大区多姆山省，该省份为法国中南部省份，北起阿列省接壤，东临卢瓦尔省，南至上盧瓦爾省和康塔爾省，西接科雷兹省和克勒兹省。
与塞巴扎接壤的市镇（或旧市镇、城区）包括：沙托盖、布朗扎、克莱蒙费朗、热尔扎。

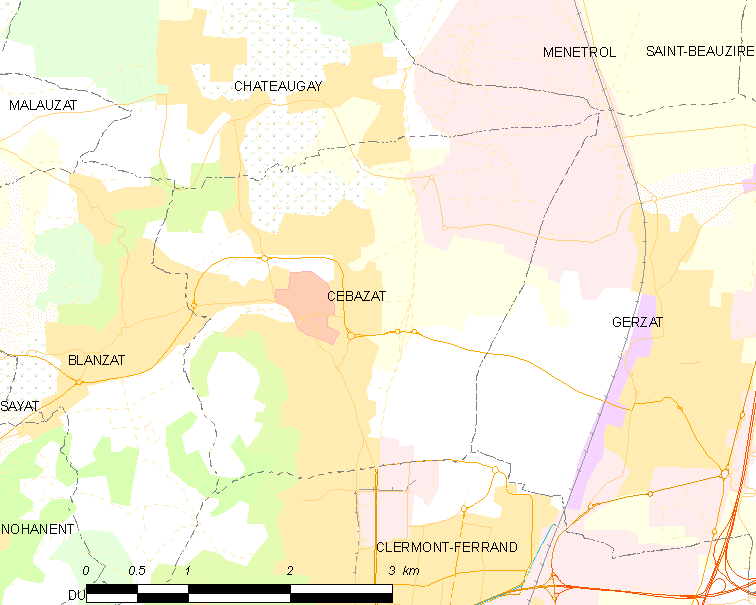
塞巴扎的OSM定位图

塞巴扎的时区为UTC+01:00、UTC+02:00（夏令时）。

## 行政
塞巴扎的邮政编码为63118，INSEE市镇编码为63063。

## 政治
塞巴扎所属的省级选区为塞巴扎县。

## 人口

1962-2008年间塞巴扎人口变化图示

塞巴扎于2022年1月1日时的人口数量为8949人。